# Diócesis de Fada N'Gourma
La diócesis de Fada N'Gourma (en latín: Dioecesis Fada Ngurmaensis y en francés: Diocèse de Fada N'Gourma) es una circunscripción eclesiástica de la Iglesia católica en Burkina Faso. Se trata de una diócesis latina, sufragánea de la arquidiócesis de Koupéla. Desde el 11 de febrero de 2012 su obispo es Pierre Claver Malgo.

## Territorio y organización
La diócesis tiene 46 256 km² y extiende su jurisdicción sobre los fieles católicos de rito latino residentes en la región Este.
La sede de la diócesis se encuentra en la ciudad de Fada N'Gourma, en donde se halla la Catedral de Santa Ana.
En 2021 en la diócesis existían 16 parroquias.

## Historia
La prefectura apostólica de Fada N'Gourma fue erigida el 12 de febrero de 1959 con la bula Quamquam cotidie del papa Juan XXIII, obteniendo el territorio de la prefectura apostólica de Niamey (hoy arquidiócesis de Niamey).
El 16 de junio de 1964 la prefectura apostólica fue elevada a diócesis con la bula Quod sanctissimum del papa Pablo VI.
El 20 de noviembre de 2004 cedió una parte de su territorio para la erección de la diócesis de Dori mediante la bula Cum ad aeternam del papa Juan Pablo II.
El 11 de febrero de 2012 cedió la parroquia de Salembaoré para la erección de la diócesis de Tenkodogo mediante la bula Ad aptius provehendam del papa Benedicto XVI.

## Estadísticas
Según el Anuario Pontificio 2022 la diócesis tenía a fines de 2021 un total de 131 480 fieles bautizados.
| Año                                                                             | Población            | Población | Población      | Sacerdotes | Sacerdotes    | Sacerdotes    | Bautizados por sacerdote | Diáconos permanentes | Religiosos | Religiosos | Parroquias |
| Año                                                                             | Bautizados católicos | Total     | % de católicos | Total      | Clero secular | Clero regular | Bautizados por sacerdote | Diáconos permanentes | Varones    | Mujeres    | Parroquias |
| ------------------------------------------------------------------------------- | -------------------- | --------- | -------------- | ---------- | ------------- | ------------- | ------------------------ | -------------------- | ---------- | ---------- | ---------- |
| 1970                                                                            | 7558                 | 423 300   | 1.8            | 21         |               | 21            | 359                      |                      | 25         | 51         | 9          |
| 1980                                                                            | 12 025               | 545 414   | 2.2            | 22         | 5             | 17            | 546                      |                      | 23         | 46         | 12         |
| 1990                                                                            | 25 237               | 1 124 954 | 2.2            | 26         | 8             | 18            | 970                      |                      | 27         | 63         | 12         |
| 1999                                                                            | 43 000               | 1 429 170 | 3.0            | 32         | 15            | 17            | 1343                     |                      | 26         | 77         | 13         |
| 2000                                                                            | 47 287               | 1 472 045 | 3.2            | 39         | 22            | 17            | 1212                     |                      | 29         | 91         | 13         |
| 2001                                                                            | 48 710               | 1 516 000 | 3.2            | 34         | 19            | 15            | 1432                     |                      | 27         | 92         | 13         |
| 2002                                                                            | 52 730               | 1 590 759 | 3.3            | 40         | 25            | 15            | 1318                     |                      | 27         | 92         | 13         |
| 2003                                                                            | 52 730               | 1 590 579 | 3.3            | 39         | 24            | 15            | 1352                     |                      | 27         | 92         | 14         |
| 2004                                                                            | 52 730               | 1 590 579 | 3.3            | 41         | 29            | 12            | 1286                     |                      | 24         | 92         | 14         |
| 2006                                                                            | 50 969               | 1 161 000 | 4.4            | 44         | 37            | 7             | 1158                     |                      | 22         | 90         | 11         |
| 2013                                                                            | 97 016               | 1 263 065 | 7.7            | 50         | 38            | 12            | 1940                     |                      | 28         | 88         | 12         |
| 2016                                                                            | 107 141              | 1 512 000 | 7.1            | 50         | 38            | 12            | 2142                     |                      | 17         | 89         | 14         |
| 2019                                                                            | 123 825              | 1 663 440 | 7.4            | 49         | 39            | 10            | 2527                     |                      | 21         | 94         | 15         |
| 2021                                                                            | 131 480              | 1 767 500 | 7.4            | 51         | 40            | 11            | 2578                     |                      | 22         | 85         | 16         |
| Fuente: Catholic-Hierarchy, que a su vez toma los datos del Anuario Pontificio. |                      |           |                |            |               |               |                          |                      |            |            |            |

## Episcopologio
- Alphonse Chantoux, C.SS.R. † (29 de mayo de 1959-16 de junio de 1964 renunció)
- Marcel Chauvin, C.SS.R. † (16 de junio de 1964-15 de junio de 1979 renunció)
- Jean-Marie Untaani Compaoré (15 de junio de 1979-10 de junio de 1995 nombrado arzobispo de Uagadugú)
- Paul Yembuado Ouédraogo (24 de enero de 1997-13 noviembre de 2010 nombrado arzobispo de Bobo-Dioulasso)
- Pierre Claver Malgo, desde el 11 de febrero de 2012